# دانيال بي. كلاين
دانيال بي. كلاين (بالإنجليزية: Daniel B. Klein)‏ هو اقتصادي أمريكي، ولد في 16 يناير 1962.